# تسرب النفط في البحر الأبيض المتوسط 2021

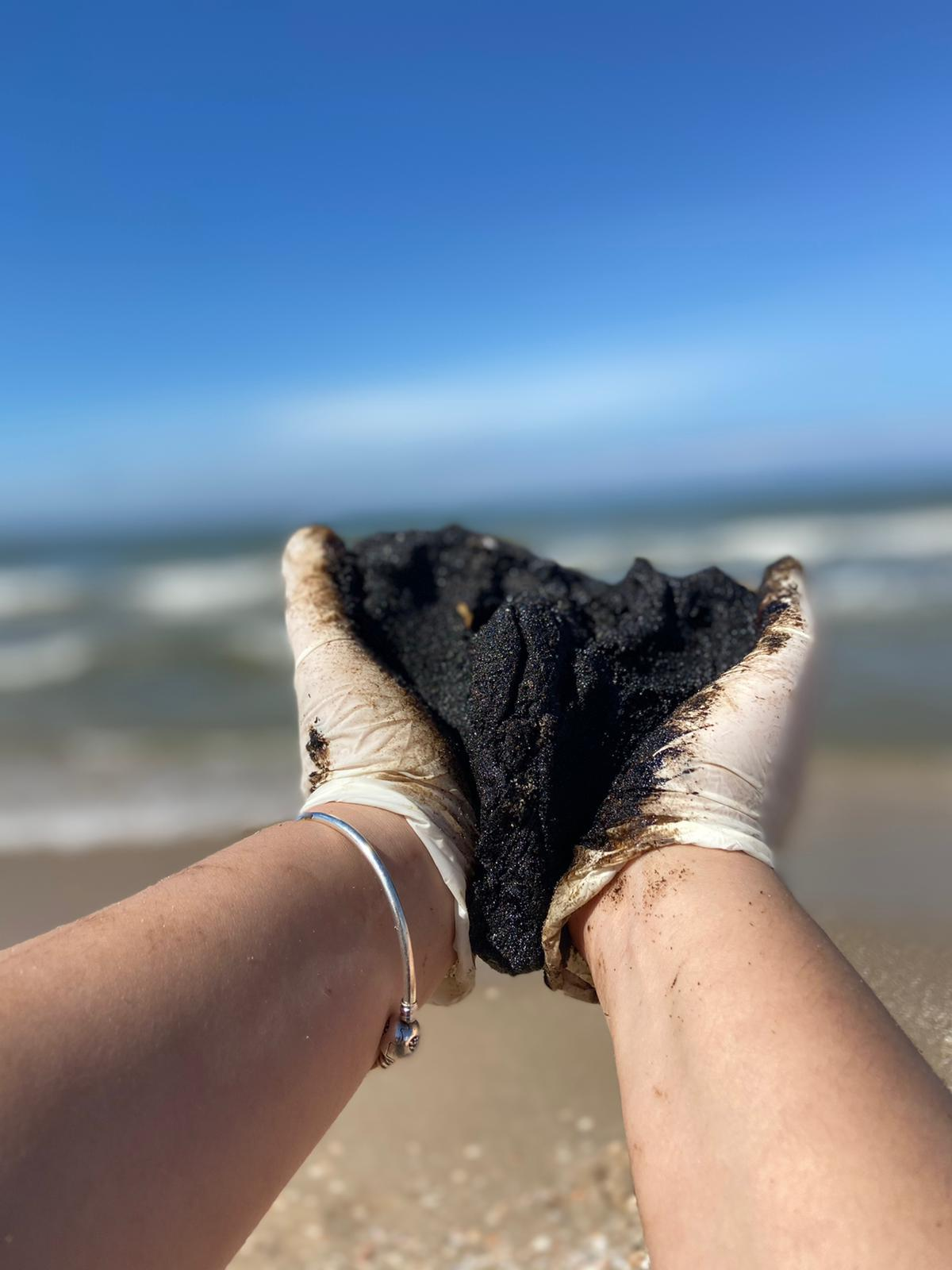
كتلة من القطران رفعها أحد المتطوعين أثناء تنظيف شاطئ نيتسانيم ، 20 فبراير 2021

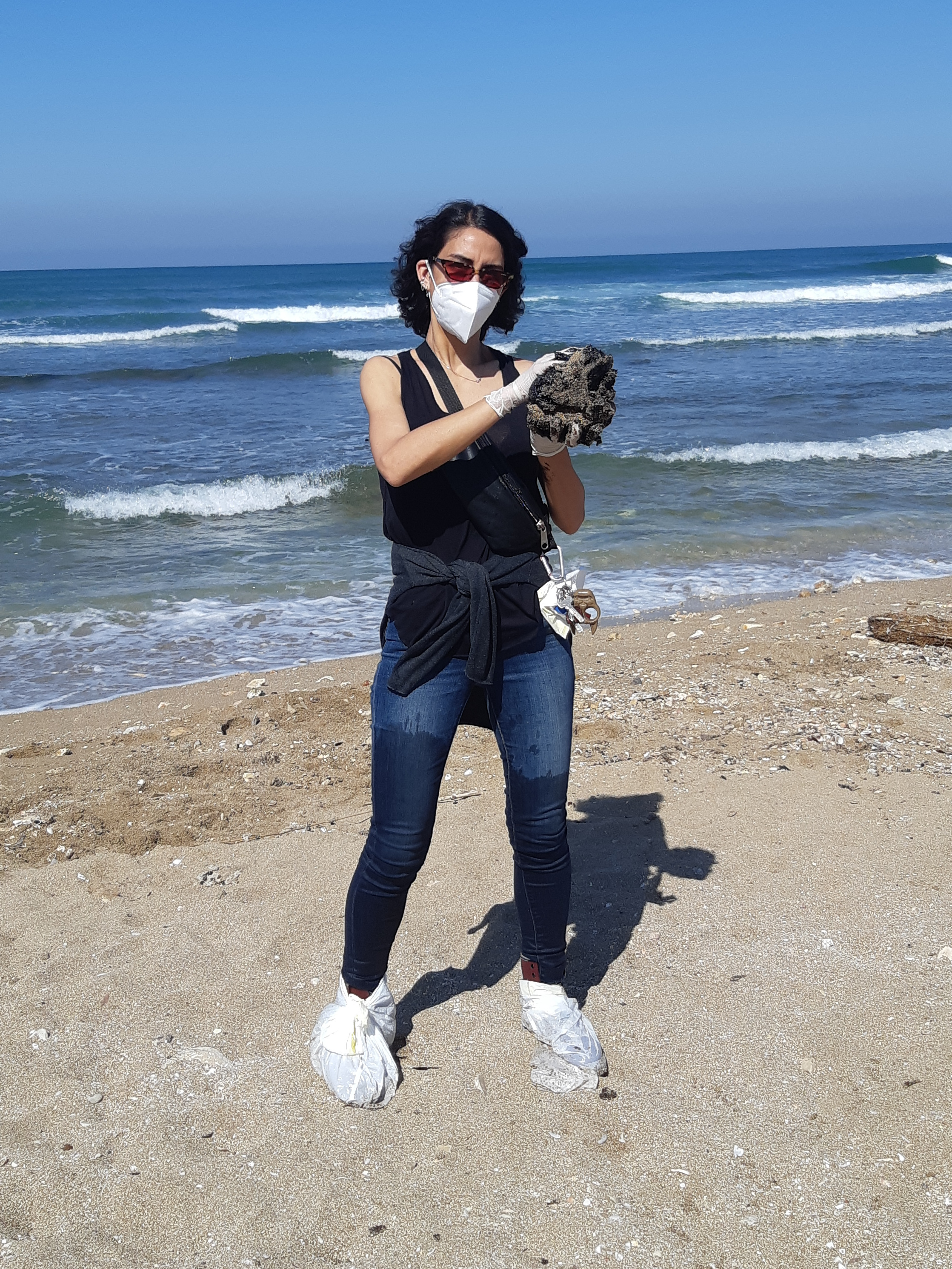
متطوع يحمل قطعة كبيرة من القطران تم جمعها من قطع أصغر، على شاطئ شارع هيوبرت همفري في حيفا يوم الجمعة 26 فبراير 2021

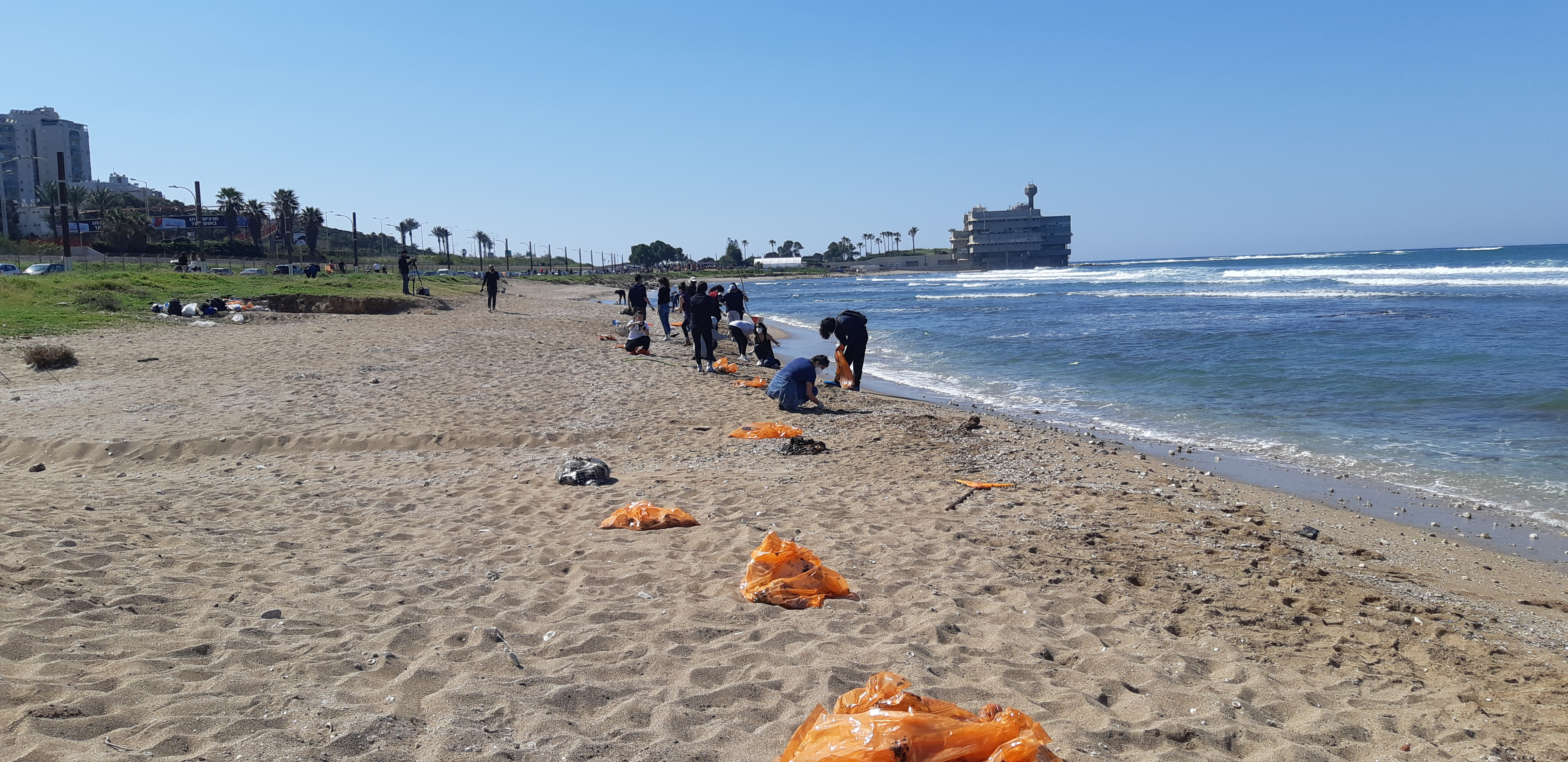
تنظيف القطران من قبل متطوعين على شاطئ شارع هيوبرت همفري في حيفا، باتجاه الجنوب باتجاه مركز أبحاث المحيطات والبحيرات الإسرائيلي يوم الجمعة 26 فبراير 2021

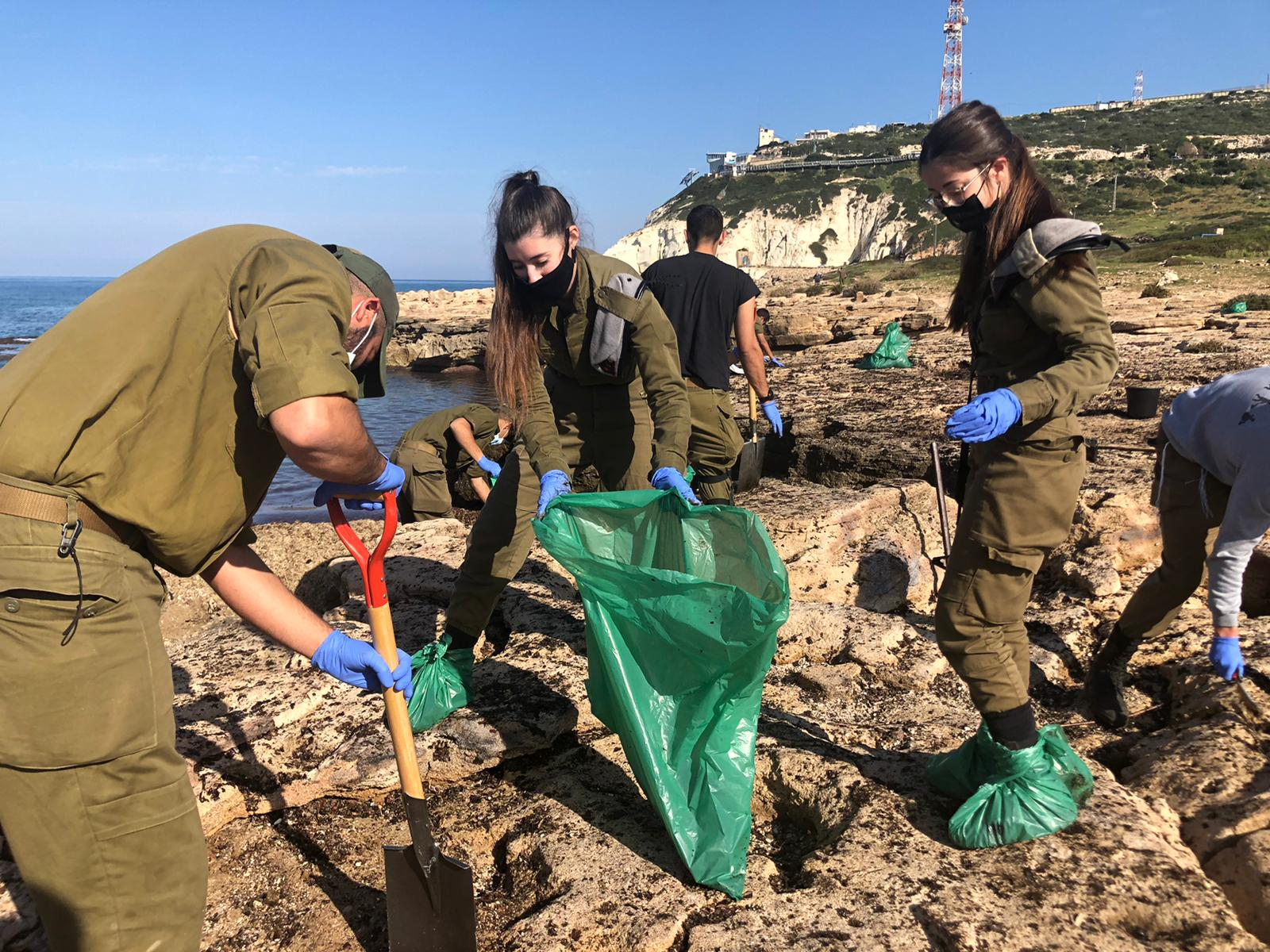
جنود جيش الدفاع الإسرائيلي يساعدون في تنظيف تسرب النفط الإسرائيلي في رأس الناقورة عام 2021، فبراير 2021

تعد حادثة تسرب النفط في البحر الأبيض المتوسط 2021 كارثة بيئية حدثت في فبراير 2021 على طول ساحل البحر الأبيض المتوسط لإسرائيل ولبنان. ابتداءً من 16 فبراير 2021، جرفت المياه عشرات إلى مئات الأطنان من القطران إلى الشواطئ على طول شريط يبلغ طوله 160-كيلومتر (99 ميل) على امتداد ساحل إسرائيل من رأس الناقورة إلى عسقلان، بعد عاصفة شديدة وأمواج عالية بشكل غير عادي. كما أثرت رواسب القطران بشكل كبير على الشواطئ في جنوب لبنان. أظهرت صور الأقمار الصناعية الأوروبية سنتينل 12 بقعة نفطية ظاهرة على مسافات مختلفة من الشاطئ بين 11 و 13 فبراير 2021 وفقًا لمنظمة السلام الأخضر.

## ردة فعل الحكومة
أغلقت السلطات الإسرائيلية كافة شواطئ إسرائيل حتى إشعار آخر. ونصحت السكان بعدم الذهاب للسباحة أو ممارسة الرياضة على الشاطئ، لأن التعرض للقطران قد يعرض الصحة للخطر.
كما زار رئيس الوزراء الإسرائيلي بنيامين نتنياهو الشاطئ بالقرب من مدينة أشدود الساحلية وأعلن أن وزارة حماية البيئة ستضع خطة لتنظيف الشواطئ. تعهد الجيش الإسرائيلي أيضاً بنشر عدة آلاف من الجنود لدعم أكثر من 4000 متطوع من منظمة EcoOcean، الذين بدأوا في تطهير الشواطئ من كتل القطران.
وصرحت وزارة حماية البيئة إن التلوث كان بسبب تسرب عشرات إلى مئات الأطنان من النفط من سفينة أو إلقائها بشكل غير قانوني في البحر من ناقلة ما، وأنهم يعملون مع الوكالات الأوروبية لتحديد السفينة المسؤولة. سيُنظر في تسع سفن كانت على بعد حوالي 50 كيلومترًا من ساحل إسرائيل في 11 فبراير 2021.

## البيئة والصحة
لقد عثر على العديد من الحيوانات البحرية مثل الأسماك والسلاحف والطيور البحرية جرفتها المياه ومغطاة بطبقة سوداء لزجة. تعرض النظام البيئي الساحلي بأكمله للضرر لعقود من الزمن. وقال مسؤولون إن عملية التنظيف ستستغرق شهوراً أو سنوات، بتكلفة تقدر بعشرات الملايين الشيكل. وصنفت هيئة الطبيعة والمتنزهات الإسرائيلية التلوث البحري بأنه أسوأ كارثة طبيعية منذ سنوات.
تحتوي محمية ساحل صور الطبيعية على ما يقرب من طنين من القطران، وكان معظمها مخفيًا تحت الرمال. تعد المحمية موقع تعشيش مهم للسلاحف البحرية الخضراء والسلاحف البحرية المهددة بالانقراض. كما أن العديد من الشواطئ المتضررة الأخرى في جنوب لبنان تشكل أيضًا موطنًا مهمًا للسلاحف والكائنات الحية الأخرى. جرفت الأمواج حوتًا زعنفيًا صغيرًا يبلغ طوله 17 متر ميتًا على أحد الشواطئ في جنوب إسرائيل، ووجدت به سائل أسود في رئتيه. كانت العديد من الشعاب المرجانية على سواحل إسرائيل مغطاة بطبقة من القطران. وبحسب سلطة الطبيعة والمتنزهات الإسرائيلية، فإن هذا الأمر يعرض للخطر وجود الحلزون البحري النادر الذي أعيد اكتشافه مؤخرا.[بحاجة لمصدر]
عانى العديد من المتطوعين المشاركين في عملية التنظيف الضخمة من الشعور بالضيق بعد استنشاق الأبخرة السامة ونُقلوا إلى المستشفيات.

## التحقيقات في الحادثة
بحسب التحقيق الإسرائيلي الرسمي فإن النفط المتسرب جاء من ناقلة النفط "إيميرالد" التي كانت متجهة من إيران إلى سوريا. وقالت شركة الاستخبارات الخاصة "بلاك كيوب" إن السفينة مملوكة لعائلة ملاح السورية عبر هيكل معقد من الشركات الوهمية. كانت الناقلة مؤمنة من قبل نادي الحماية والتعويض الإسلامي الذي يقع مقره في الإمارات العربية المتحدة، والذي «يستخدمه فقط أصحاب السفن الإيرانيون الذين لا يستطيعون العثور على غطاء في مكان آخر» وفقًا لقائمة لويدز.

### أمر حظر النشر
أصدرت محكمة الصلح في حيفا، في 22 فبراير/شباط، بناءً على طلب وزارة حماية البيئة، أمراً بحظر نشر أسماء الأشخاص أو السفن أو الموانئ أو طرق الملاحة أو البضائع التي قد تؤدي إلى تحديد هوية المشتبه بهم. وصنفت وسائل إعلام إسرائيلية هذا الإجراء بأنه "غير نظامي"، في حين حذرت منظمة حماية البيئة "آدم تيفا فيدين" من فقدان الثقة في الحكومة نتيجة لهذا الإجراء. واتهم ممثل مركز البحوث البيئية في حيفا وزارة البيئة بالفشل في منع مثل هذه الكوارث وغياب الشفافية. وفي اليوم التالي، رُفع أمر حظر النشر جزئيًا، ولم يتبق سوى التحقيقات الجارية تحت الغطاء. في 3 مارس/آذار، قالت وزيرة البيئة الإسرائيلية جيلا جمليل إن النفط تسرب عمداً بواسطة سفينة تحمله من إيران إلى سوريا، ووصفت ذلك بأنه عمل من أعمال الإرهاب البيئي؛ ومع ذلك، فقد نفى مسؤولون أمنيون ادعاءاتها.